# ينغ فيربو
ينغ فيربو (بالإنجليزية: Young Firpo)‏ مواليد 25 أبريل 1907 في بلدة باري - الوفاة 21 أغسطس 1984، كان ملاكم أمريكي سابق.

## إحصائيات
خاض خلال مسيرته 93 نزالا، فاز في 74 وتعادل في 4 وخسر في 15. فاز بالضربة القاضية في 45 نزالا.

## روابط خارجية
- ينغ فيربو على موقع بوكس ريك (الإنجليزية) (registration required)